# Sadhana Sargam
Sadhana Sargam (cuyo nombre verdadero es Sadhana Purushottam Ghanekar, nacida el 7 de marzo de 1974 en Dabhol, Maharashtra) es una cantante de playback india, una de las artistas más reconocidas en la industria del cine. Su carrera abarca tres décadas, con un mayor reconocimiento de la crítica. Aparte de dedicarse a la música cinematográfica, es bastante conocida por sus temas musicales devocionales, música clásica, ghazals, canciones regionales de cine y álbumes de género pop.
Sadhana Sargam tiene un récord por interpretar temas musicales cantados en 33 idiomas. Ella cantó casi en todas las lenguas indígenas, como el hindi, marathi, konkani, urdu, el sánscrito, tamil, telugu, Sinhali, kannada, Malyalam, Tulu, bengalí, Assamassi, Dogri, Oriya, nepalí, ahirani, Maithili, Avadh, Kumaowni, Rajastán, Dharwadi, Marwadi, Bhojpuri, Gujarathi, Punjabi, Sindhi, Manipur, Kashmiri, Aagri, Santhali, Bodo y Garhwali.
Ella fue ganadora del Premio Nacional de Cinematografía y premios del Sur Filmfare Premios. Obtuvo una gran felicitación con el más alto honor del "Premio Lata Mangeshkar", otorgado por el Gobierno de Madhya- Pradesh. Ella también ganó otros 4 premios "Maharashtra Times", conocidos como 'MA TA Sanman', equivalentes a los premios "Filmfare" por "Times of India". Anteriormente recibió los premios Filmfare para películas del cine marathi, pero desde el 2000, estos premios han sido extendido por el diario "Maharashtra Times" (De lo contrario Sadhana Sargam podría haber obtenido 4 premios Filmfare para sus interpretaciones en el cine marathi].
Sadhana Sargam es popularmente conocida como "La Reina melodiosa", por la industria del cine indio.

## Filmografía

### Hindi
| Año  | Canción (es) nombre                                          | Película                     | Co-intérprete (s)                                       | Director musical (es)            |
| ---- | ------------------------------------------------------------ | ---------------------------- | ------------------------------------------------------- | -------------------------------- |
| 1982 | "Saath Saheliya"                                             | Vidhaata                     | Kishore Kumar, Alka Yagnik                              | Kalyanji-Anandji                 |
| 1983 | "Neele Neele Ambar Par"                                      | Kalaakaar                    |                                                         | Kalyanji Aanandji                |
| 1985 | "Jiya Lage Na"                                               | Pighlata Aasmaan             |                                                         | Kalyanji Aanandji                |
| 1986 | "Har Kisi Ko Nahin Milta"                                    | Janbaaz                      | Manhar Udhas                                            | Kalyanji-Anandji                 |
| 1988 | "Hanste Hanste Kat Jaye Raste", "Main Teri Hoon Jaanam"      | Khoon Bhari Maang            | Nitin Mukesh                                            | Rajesh Roshan                    |
| 1989 | "Main Teri Mohabbat", "Gazar Ne Kiya"                        | Tridev                       | Mohammed Aziz, Alka Yagnik                              | Kalyanji-Anandji                 |
| 1990 | "Humne Ghar Choda Hai"                                       | Dil                          | Udit Narayan                                            | Anand Milind                     |
| 1990 | "Jab Koi Baat Bigad Jaaye", "Hum Do Hamare Hon Do"           | Jurm                         | Kumar Sanu, Amit Kumar                                  | Rajesh Roshan                    |
| 1990 | "Radha Bina Hai", "Aap Ko Dekh Ke"                           | Kishen Kanhaiya              | Manhar Udhas, Amit Kumar                                | Rajesh Roshan                    |
| 1992 | "Pehla Nasha", "Yahan Ke Hum Sikander"                       | Jo Jeeta Wohi Sikandar       | Udit Narayan, Jatin, Lalit                              | Jatin Lalit                      |
| 1992 | "Teri Umeed Tera Intezar", "Teri Isi Ada Pe Sanam"           | Deewana                      | Kumar Sanu                                              | Nadeem Shravan                   |
| 1992 | "Aashiqui Mein Har Aashiq"                                   | Dil Ka Kya Kasoor            | Solo                                                    | Nadeem Shravan                   |
| 1992 | "Saat Samundar Paar"                                         | Vishwatma                    | Solo                                                    | Viju Shah                        |
| 1993 | "Tere Dar Par Sanam"                                         | Phir Teri Kahani Yaad Aayee  | Solo                                                    | Anu Malik                        |
| 1994 | "Subah Se Lekar", "Na Kajre Ki Dhar"                         | Mohra                        | Udit Narayan, Pankaj Udhas                              | Viju Shah                        |
| 1994 | "Aayiye Aapka Intezaar Thaa", "Seene Mein Dil Hai"           | Vijaypath                    | Solo, Kumar Sanu                                        | Anu Malik                        |
| 1995 | "Nahin Yeh Ho Nahin Sakta"                                   | Barsaat                      | Kumar Sanu                                              | Nadeem Shravan                   |
| 1995 | "Bhangda Paale"                                              | Karan Arjun                  | Mohammad Aziz, Sudesh Bhosle                            | Rajesh Roshan                    |
| 1996 | "Chori Chori Chal", Bum Chiki Chiki Bum"                     | Ram Jaane                    | Udit Narayan                                            | Anu Malik                        |
| 1996 | "Main Ho Gayee Athrah Saal Ki"                               | Bandish                      | Ila Arun                                                | Anand Milind                     |
| 1997 | "Mohabbat Ki Nahin Jati"                                     | Hero No. 1                   | Udit Narayan                                            | Anand Milind                     |
| 1997 | "Neela Dupatta", "Hamesha Hamesha", "Ae Dil Hamen Itna Bata" | Hameshaa                     | Abhijeet, Kumar Sanu, Udit Narayan                      | Anu Malik                        |
| 1997 | "Mere Sanam"                                                 | Gupt                         | Udit Narayan                                            | Viju Shah                        |
| 1998 | "Jhula Bahon Ka"                                             | Doli Saja Ke Rakhna          | Solo                                                    | A. R. Rahman                     |
| 1998 | "Banno Rani"                                                 | 1947 Earth                   | Solo                                                    | A. R. Rahman                     |
| 2002 | "Naina Milaike", "Chupke Se"                                 | Saathiya                     | Madhushree, Murtaza Khan, Qadir Khan, A. R. Rahman      | A. R. Rahman                     |
| 2002 | "Deewano Ko Pata Hai"                                        | Kehtaa Hai Dil Baar Baar     | Udit Narayan                                            | Jatin Lalit                      |
| 2002 | "Dil Mera Ektara"                                            | 16 December                  | Solo                                                    | Karthik Raja                     |
| 2003 | "Khamoshi Mei Pukar Hain"                                    | Warriors of Heaven and Earth | Solo                                                    | A. R. Rahman                     |
| 2003 | "Koi To Meri Fariyaad"                                       | Tujhe Meri Kasam             | Udit Narayan                                            | Viju Shah                        |
| 2003 | "Kuch Naa Kaho"                                              | Kuch Naa Kaho                | Shaan                                                   | Shankar-Ehsaan-Loy               |
| 2004 | "Mahi Ve"                                                    | Kal Ho Naa Ho                | Udit Narayan, Sonu Nigam, Madhushree, Shankar Mahadevan | Shankar-Ehsaan-Loy               |
| 2004 | "Jhin Min Jhini"                                             | Maqbool                      | Ustad Sultan Khan, Anuradha Sriram                      | Vishal Bhardwaj                  |
| 2004 | "Aao Na"                                                     | Kyun! Ho Gaya Na...          | Udit Narayan                                            | Shankar-Ehsaan-Loy               |
| 2004 | "Chak De"                                                    | Hum Tum                      | Sonu Nigam                                              | Jatin Lalit                      |
| 2004 | "Aahista Aahista"                                            | Swades                       | Udit Narayan                                            | A. R. Rahman                     |
| 2005 | "Sagar Kinare"                                               | Sagar Kinare                 | Kumar Sanu                                              | Rupam Sarmah                     |
|      | "Naina Neer Bahaye", "Chan Chanan Chan", "Piya Ho"           | Water                        | Sukhwinder Singh                                        | A. R. Rahman                     |
| 2006 | "Hum Ko Malum Hai"                                           | Jaan-E-Mann                  | Sonu Nigam                                              | Anu Malik                        |
| 2007 | "Salaam-E-Ishq"                                              | Salaam-e-Ishq                | Sonu Nigam, Shreya Ghoshal, Kunal Ganjawala             | Shankar-Ehsaan-Loy               |
| 2008 | "Jogi Aaya Re"                                               | Black & White                | Sukhwinder Singh                                        | Sukhwinder Singh                 |
| 2008 | "Tere Bina"                                                  | Mukhbiir                     | Solo                                                    | Karthik Raja                     |
| 2011 | "Yun Toh Mera Dil"                                           | Damadamm!                    | Himesh Reshammiya                                       | Himesh Reshammiya & Sachin Gupta |
| 2011 | Iss Pyaar Ko Kya Naam Doon?                                  | Iss Pyaar Ko Kya Naam Doon?  | Javed Ali                                               |                                  |
| 2015 | "Dard Karaara"                                               | Dum Laga Ke Haisha           | Kumar Sanu                                              | Anu Malik                        |

### Sur(Tamil/Telugu/Kannada/Malayalam)
| Año  | Canción                           | Película                       | Co-intérprete                                        | Director musical    | Idioma    |
| ---- | --------------------------------- | ------------------------------ | ---------------------------------------------------- | ------------------- | --------- |
| 1996 | "Coimbatore Mappillaikku"         | Coimbatore Mappillai           | Udit Narayan                                         | Vidhyasagar         | Tamil     |
| 1997 | "Nenjae Nenje"                    | Ratchagan                      | K. J. Yesudas                                        | A. R. Rahman        | Tamil     |
| 1998 | "Hello Endhan Kadhali"            | Naam Iruvar Namakku Iruvar     | Udit Narayan, Anuradha Paudwal                       | Karthik Raja        | Tamil     |
| 2000 | "Snegithane Snegithane"           | Alaipayuthey                   | Srinivas                                             | A. R. Rahman        | Tamil     |
| 2000 | "Konjum Mainakkale"               | Kandukondain Kandukondain      | Solo                                                 | A. R. Rahman        | Tamil     |
| 2000 | "Anbae Idhu Nijamdhana"           | Rhythm                         | Solo                                                 | A. R. Rahman        | Tamil     |
| 2000 | "Swasame Swasame"                 | Thenali                        | S. P. Balasubrahmanyam                               | A. R. Rahman        | Tamil     |
| 2000 | "Chandaa Ee Chandaa"              | Hoo Anthiya Uhoo Anthiya       | Solo                                                 | Karthik Raja        | Kannada   |
| 2001 | "Onne Onne"                       | Alli Arjuna                    | Shankar Mahadevan                                    | A. R. Rahman        | Tamil     |
| 2001 | "Paattu Cholli"                   | Azhagi                         | Solo                                                 | Ilaiyaraaja         | Tamil     |
| 2001 | "Oru Sundari Vandalaam"           | Azhagi                         | Unnikrishnan, Malgudi Subha, Arun Mozhi              | Ilaiyaraaja         | Tamil     |
| 2001 | "Chikki Mukki"                    | Citizen                        | Shankar Mahadevan                                    | Deva                | Tamil     |
| 2001 | "Un Perai Sonnale"                | Dumm Dumm Dumm                 | Unnikrishnan                                         | Karthik Raja        | Tamil     |
| 2001 | "Manjal Kaatu Maina"              | Manadhai Thirudivittai         | Karthik                                              | Yuvan Shankar Raja  | Tamil     |
| 2001 | "Kutti Kutti Panithuliye"         | Manadhai Thirudivittai         | Solo                                                 | Yuvan Shankar Raja  | Tamil     |
| 2001 | "Azhagae Sughama" "Anbae Sughama" | Paarthale Paravasam            | Srinivas                                             | A. R. Rahman        | Tamil     |
| 2001 | "Kaadhal Vandhadum"               | Poovellam Un Vasam             | K. J. Yesudas                                        | Vidhyasagar         | Tamil     |
| 2001 | "Vidiye Vidiye"                   | Samudhiram                     | Udit Narayan                                         | Deva                | Tamil     |
| 2001 | "Manasukkul Oru Puyal"            | Star                           | S. P. Balasubrahmanyam                               | A. R. Rahman        | Tamil     |
| 2001 | "Thanthana Thanthana"             | Thavasi                        | K. J. Yesudas                                        | Vidhyasagar         | Tamil     |
| 2001 | "Karisa Kaadugale"                | Virumbugiren                   | Unni Menon                                           | Deva                | Tamil     |
| 2002 | "Poo Vasam"                       | Anbe Sivam                     | Sriram Parthasarathy                                 | Vidhyasagar         | Tamil     |
| 2002 | "Vaanaville"                      | Ramanaa                        | Solo                                                 | Ilaiyaraja          | Tamil     |
| 2002 | "Vaanam Adhirave"                 | Ramanaa                        | Unnikrishnan, Bhavatharini                           | Ilaiyaraja          | Tamil     |
| 2002 | "Nee Manasu Naaku Telusu"         | Holi                           | R. P. Patnaik                                        | R. P. Patnaik       | Telugu    |
| 2002 | "Cheliya Cheliya"                 | Holi                           | KK                                                   | R. P. Patnaik       | Telugu    |
| 2002 | "Sannajaaji Puvva"                | Yuvarathna                     | Kalyani Malik                                        | M. M. Keeravani     | Telugu    |
| 2002 | "Ye Nenje"                        | April Maadhathil               | Harish Raghavendra                                   | Yuvan Shankar Raja  | Tamil     |
| 2002 | "Thathalikkudhe"                  | Album                          | Shankar Mahadevan                                    | Karthik Raja        | Tamil     |
| 2002 | "Baba Neeku"                      | Baba                           | S. P. Balasubrahmanyam                               | A. R. Rahman        | Telugu    |
| 2002 | "Shaayo Shaayo"                   | Bagavathi                      | Timmy                                                | Deva                | Tamil     |
| 2002 | "July Malargale"                  | Bagavathi                      | Karthik                                              | Deva                | Tamil     |
| 2002 | "Rottora Paattu"                  | En Mana Vaanil                 | K. J. Yesudas                                        | Ilaiyaraaja         | Tamil     |
| 2002 | "Deewana Deewana"                 | Gemini                         | Solo                                                 | Bharathwaj          | Tamil     |
| 2002 | "Minsaram En Meedhu"              | Run                            | Harish Raghavendra                                   | Vidhyasagar         | Tamil     |
| 2002 | "Pani Kaatre"                     | Run                            | Balram                                               | Vidhyasagar         | Tamil     |
| 2002 | "Pathinettu Vayasil"              | Villain                        | Udit Narayan                                         | Vidhyasagar         | Tamil     |
| 2002 | "Hello Hello"                     | Villain                        | Tippu, Anuradha Sriram                               | Vidhyasagar         | Tamil     |
| 2003 | "Chanakya Chanakya"               | Dum                            | Solo                                                 | Deva                | Tamil     |
| 2003 | "Jaajimalli"                      | Ninuchoodaka Nenundalenu       | Solo                                                 | Ilaiyaraaja         | Telugu    |
| 2003 | "Kommallo Koyilaa"                | Ninuchoodaka Nenundalenu       | Ilaiyaraaja                                          | Ilaiyaraaja         | Telugu    |
| 2003 | "Kondapalli"                      | Ninuchoodaka Nenundalenu       | KK                                                   | Ilaiyaraaja         | Telugu    |
| 2003 | "Kadhal Vettukkili"               | Parasuram                      | Karthik                                              | A. R. Rahman        | Tamil     |
| 2003 | "Maankuttiyae"                    | Priyamana Thozhi               | Solo                                                 | S. A. Rajkumar      | Tamil     |
| 2003 | "Mainave Mainave"                 | Thithikudhe                    | Chinmayi                                             | Vidhyasagar         | Tamil     |
| 2003 | "Boom Boom"                       | Boys                           | Adnan Sami                                           | A. R. Rahman        | Tamil     |
| 2004 | "Kanden Kanden"                   | Madhurey                       | Madhu Balakrishnan                                   | Vidhyasagar         | Tamil     |
| 2004 | "Manmadhane Nee"                  | Manmadhan                      | Solo                                                 | Yuvan Shankar Raja  | Tamil     |
| 2004 | "Kaalayil Dinamum"                | New                            | Unnikrishnan                                         | A. R. Rahman        | Tamil     |
| 2004 | "Spider Man"                      | New                            | Kunal Ganjawala                                      | A. R. Rahman        | Tamil     |
| 2004 | "Kettenaa Naan"                   | Desam                          | Mohammed Aslam                                       | A. R. Rahman        | Tamil     |
| 2004 | "Naanu Jeetendra"                 | News                           | Gurukiran                                            | Gurukiran           | Kannada   |
| 2004 | "Noorondu Chooragi"               | Kanchana Ganga                 | Solo                                                 | S. A. Rajkumar      | Kannada   |
| 2005 | "Thigu Thigu"                     | Anbe Aaruyire                  | Blaaze                                               | A. R. Rahman        | Tamil     |
| 2005 | "Oru Varthai Kekka"               | Ayya                           | KK                                                   | Bharathwaj          | Tamil     |
| 2005 | "Siru Thooral"                    | Ponniyin Selvan                | Srinivas                                             | Vidyasagar          | Tamil     |
| 2005 | "Bambara Kannaley"                | Bambara Kannaley               | Udit Narayan                                         | Srikanth Deva       | Tamil     |
| 2005 | "Daachuko"                        | Muddula Koduku                 | Srinivas                                             | Vidhyasagar         | Telugu    |
| 2005 | "Sakka Podu Pottane"              | Daas                           | KK                                                   | Yuvan Shankar Raja  | Tamil     |
| 2005 | "Ela Vachhenamma"                 | Sankranthi                     | Udit Narayan                                         | S. A. Rajkumar      | Telugu    |
| 2005 | "Laila Majunu"                    | February 14                    | Karthik                                              | Bharathwaj          | Tamil     |
| 2005 | "Eno Kangal"                      | Kalvannin Kaadhali             | Yuvan Shankar Raja                                   | Yuvan Shankar Raja  | Tamil     |
| 2005 | "Merke Merke"                     | Kanda Naal Mudhal              | Shankar Mahadevan                                    | Yuvan Shankar Raja  | Tamil     |
| 2005 | "Solli Tharavaa"                  | Majaa                          | Madhu Balakrishnan                                   | Vidhyasagar         | Tamil     |
| 2005 | "Kaatril Varum Geethame"          | Oru Naal Oru Kanavu            | Hariharan, Shreya Ghoshal, Bhavatharini, Ilaiyaraaja | Ilaiyaraaja         | Tamil     |
| 2006 | "Aththi Aththikka"                | Aathi                          | S. P. Balasubrahmanyam                               | Vidhyasagar         | Tamil     |
| 2006 | "Kadhal Suthudhe"                 | Saravana                       | Naresh Iyer                                          | Srikanth Deva       | Tamil     |
| 2006 | "Kangal Theduthe"                 | Manathodu Mazhaikalam          | Jassie Gift                                          | Jassie Gift         | Tamil     |
| 2006 | "Thaiyya Tha"                     | Thiruttu Payale                | Solo                                                 | Bharathwaj          | Tamil     |
| 2006 | "Kaatril Or Varthai"              | Varalaru                       | S. P. Balasubrahmanyam                               | A. R. Rahman        | Tamil     |
| 2007 | "Solli Tharava"                   | Aalwar                         | Karthik                                              | Srikanth Deva       | Tamil     |
| 2007 | "Naana Yaar Edhu"                 | Ninaithu Ninaithu Parthen      | Solo                                                 | Joshua Sridhar      | Tamil     |
| 2007 | "Manasa Nuvvunde"                 | Munna                          | Naresh Iyer, Krish                                   | Harris Jayaraj      | Telugu    |
| 2007 | "Akkam Pakkam"                    | Kireedam                       | Solo                                                 | G. V. Prakash Kumar | Tamil     |
| 2007 | "Chanda Nanna Chandramukhi"       | Ee Bandhana                    | Udit Narayan                                         | Mano Murthy         | Kannada   |
| 2008 | "Kandum Kaanamal"                 | Pirivom Santhippom             | Solo                                                 | Vidhyasagar         | Tamil     |
| 2008 | "Mukunda Mukunda"                 | Dasavathaaram                  | Kamal Haasan                                         | Himesh Reshammiya   | Tamil     |
| 2008 | "Enadhuyire"                      | Bheema                         | Nikhil Mathew, Chinmayi                              | Harris Jayaraj      | Tamil     |
| 2008 | "Om Zarare"                       | Kuselan                        | K. S. Chithra, Daler Mehndi                          | G. V. Prakash Kumar | Tamil     |
| 2008 | "En Anbae"                        | Sathyam                        | Solo                                                 | Harris Jayaraj      | Tamil     |
| 2008 | "Sutrivarum Bhoomi"               | Jayamkondaan                   | Solo                                                 | Vidhyasagar         | Tamil     |
| 2008 | "Pachhai Kaatre"                  | Abhiyum Naanum                 | Solo                                                 | Vidhyasagar         | Tamil     |
| 2009 | "Amma Un Pillai"                  | Naan Kadavul                   | Solo                                                 | Ilaiyaraaja         | Tamil     |
| 2009 | "Panchirey"                       | Konchem Ishtam Konchem Kashtam | Keerthi Sagathia                                     | Shankar–Ehsaan–Loy  | Telugu    |
| 2009 | "Yera Thaala"                     | Peranmai                       | Solo                                                 | Vidhyasagar         | Tamil     |
| 2009 | "Marali Mareyagi"                 | Savaari                        | Solo                                                 | Manikanth Kadri     | Kannada   |
| 2009 | "Badavara Manege"                 | Prem Kahani                    | Solo                                                 | Ilaiyaraaja         | Kannada   |
| 2009 | "Yaarivanu Yaarivanu"             | Prem Kahani                    | Solo                                                 | Ilaiyaraaja         | Kannada   |
| 2010 | "En Nenjil"                       | Baana Kaathadi                 | Solo                                                 | Yuvan Shankar Raja  | Tamil     |
| 2010 | "Kaiyya Pudi"                     | Mynaa                          | Naresh Iyer                                          | D. Imman            | Tamil     |
| 2010 | "Nambu Satya Heltheeni"           | Neneyuve Ninna                 | Udit Narayan                                         | C R Bobby           | Kannada   |
| 2011 | "Manasoram"                       | Ayyan                          | Sriram Parthasarathy                                 | Ilaiyaraaja         | Tamil     |
| 2011 | "Viriyunnu"                       | Bombay March 12                | Solo                                                 | Afzal Yusuf         | Malayalam |
| 2011 | "Ponmulam Thandil"                | Oru Nuna Kadha                 | Shreekumar Vakkiyil                                  | Midhun Iswar        | Malayalam |
| 2011 | "Idemiti"                         | Prema Kaidhi                   | Naresh Iyer                                          | D. Imman            | Telugu    |
| 2011 | "Adiye Un Kangal"                 | Rowthiram                      | Udit Narayan                                         | Prakash Nikki       | Tamil     |
| 2011 | "Mugilina Maathu"                 | Parie                          | Udit Narayan                                         | Veer Samarth        | Kannada   |
| 2013 | "Punaha Punaha"                   | Silk Sakkath Hot               | Javed Ali                                            | Jassie Gift         | Kannada   |
| 2014 | "Kannukkul Pothi Vaippen"         | Thirumanam Ennum Nikkah        | Vijay Prakash, Charulatha Mani, Dr. R. Ganesh        | M. Ghibran          | Tamil     |
| 2014 | "Medhuvaagathan"                  | Kochadaiiyaan                  | S. P. Balasubrahmanyam                               | A. R. Rahman        | Tamil     |
| 2014 | "Manasaayera"                     | Vikramasimha                   | S. P. Balasubrahmanyam                               | A. R. Rahman        | Telugu    |
| 2014 | "Belli Belli"                     | Belli                          | Solo                                                 | V. Sridhar          | Kannada   |

### Duetos con Hariharan
| Año  | Canción                           | Película/Concierto           | Director musical      | Idioma         |       |
| ---- | --------------------------------- | ---------------------------- | --------------------- | -------------- | ----- |
| 1995 | "Tumhe Hum Bahut Pyar"            | Jallad                       | Anand-Milind          | Hindi          |       |
| 1996 | "Oru Theidi Parthaal"             | Coimbatore Mappillai         | Vidhyasagar           | Tamil          |       |
| 1996 | "Kannil Kannil"                   | Mustafa                      | Vidhyasagar           | Tamil          |       |
| 1996 | "Kuch Mere Dil Ne Kaha"           | Tere Mere Sapne              | Viju Shah             | Hindi          |       |
| 1997 | "Raat Meheke"                     | Mrityudand                   | Anand-Milind          | Hindi          |       |
| 1997 | "Chanda Re"                       | Sapnay                       | A. R. Rahman          | Hindi          |       |
| 1997 | "Vennilave Vennilave"             | Minsara Kanavu               | A. R. Rahman          | Tamil          |       |
| 1997 | "Vennelave Vennelave"             | Meruppu Kalalu               | A. R. Rahman          | Telugu         |       |
| 1998 | "Saawan Barse Tarse Dil"          | Dahek                        | Anand-Milind          | Hindi          |       |
| 1998 | "Ajooba Hai"                      | Jeans                        | A. R. Rahman          | Hindi          |       |
| 1998 | "Tere Pyar Ki Aag"                | Prem Agan                    | Anu Malik             | Hindi          |       |
| 1998 | "Hardam Dam Bhadam (Ver.1-2)"     | Prem Agan                    | Anu Malik             | Hindi          |       |
| 1998 | "Kattana Ponnu"                   | Naam Iruvar Namakku Iruvar   | Karthik Raja          | Tamil          |       |
| 1999 | "Gup Chup Baatein"                | Love You Hamesha             | A. R. Rahman          | Hindi          |       |
| 1999 | "Chudidhar Adaindhu"              | Poovellam Kettuppar          | Yuvan Shankar Raja    | Tamil          |       |
| 1999 | "Konji Pesu"                      | Mannavaru Chinnavaru         | Geethapriyan          | Tamil          |       |
| 1999 | "Manasae Manasae"                 | Nenjinile                    | Deva                  | Tamil          |       |
| 2000 | "Mottu Ondru"                     | Kushi                        | Deva                  | Tamil          |       |
| 2001 | "Tu Hai Mere Dil Mein"            | Chhupa Rustam                | Anand-Milind          | Hindi          |       |
| 2001 | "Ragasiyamai"                     | Dumm Dumm Dumm               | Karthik Raja          | Tamil          |       |
| 2002 | "Do Dil Humne-Hum Aur Tum"        | Durga                        | Vidhyasagar           | Hindi          |       |
| 2002 | "Vennilavin Perai"                | Ramanaa                      | Ilaiyaraja            | Tamil          |       |
| 2002 | "Vaanaville (Duet)"               | Ramanaa                      | Ilaiyaraja            | Tamil          |       |
| 2002 | "Enna Solli Paduvadho"            | En Mana Vaanil               | Ilaiyaraja            | Tamil          |       |
| 2002 | "Mottugale Mottugale"             | Roja Kootam                  | Bharathwaj            | Tamil          |       |
| 2002 | "Poi Solla Koodadhu"              | Run                          | Vidhyasagar           | Tamil          |       |
| 2002 | "Mounalu Elane"                   | Run                          | Vidyasagar            | Telugu         |       |
| 2003 | "Anbe Anbe"                       | Anbe Anbe                    | Bharathwaj            | Tamil          |       |
| 2003 | "Nilavinile Oliyeduththu"         | Manasellam                   | Ilaiyaraja            | Tamil          |       |
| 2003 | "Neethoongum Nerathil (Duet)"     | Manasellam                   | Ilaiyaraja            | Tamil          |       |
| 2003 | "Thavamindri Kidaitha 1 & 2"      | Anbu                         | Vidhyasagar           | Tamil          |       |
| 2003 | "En Jannal"                       | Chokka Thangam               | Deva                  | Tamil          |       |
| 2003 | "Muthan Mudhalaga"                | Engal Anna                   | Deva                  | Tamil          |       |
| 2003 | "Udhaya Udhaya"                   | Udhaya                       | A.R. Rahman           | Tamil          |       |
| 2003 | "Maankuttiyae (Duet Ver.2)"       | Priyamana Thozhi             | S. A. Rajkumar        | Tamil          |       |
| 2004 | "Kitni Baatein"                   | Lakshaya                     | Shankar-Ehsaan-Loy    | Hindi          |       |
| 2004 | "Kitni Baatein(Reprise)"          | Lakshaya                     | Shankar-Ehsaan-Loy    | Hindi          |       |
| 2004 | "Shatamana Mannadilee"            | Mrugaraju                    | Mani Sharma           | Telugu         |       |
| 2004 | "Kaadu Thirande"                  | Vasool Raja MBBS             | Bharathwaj            | Tamil          |       |
| 2004 | "Valaiyosai Valaikindrathe"       | Gomathy Nayagam              | M. Jayachandran       | Tamil          |       |
| 2005 | "Uyire Piriyathe"                 | Adaikalam                    | Sabesh-Murali         | Tamil          |       |
| 2005 | "Maragatha Mazhaithuli"           | Power of Women               | Vidhyasagar           | Tamil          |       |
| 2005 | "Kaatril Varum Geethame"          | Oru Naal Oru Kanavu          | Ilaiyaraja            | Tamil          |       |
| 2005 | "Saanjh Jhali Tari(Duet)"         | Sarivar Sari                 | Bhasakar Chandavarkar | Marathi        |       |
| 2006 | "Azhaga Azhaga"                   | By2                          | Vijay Antony          | Tamil          |       |
| 2006 | "Poovin Madiyil"                  | By2                          | Vijay Antony          | Tamil          |       |
| 2006 | "Roja Poovin"                     | By2                          | Vijay Antony          | Tamil          |       |
| 2006 | "Jabiliki"                        | Ashok                        | Mani Sharma           | Telugu         |       |
| 2006 | "Siggutho Chi Chi"                | Stalin                       | Mani Sharma           | Telugu         |       |
| 2006 | "Orumurai Piranthen"              | Nenjirukum Varai             | Srikanth Deva         | Tamil          |       |
| 2007 | "Tamizh Chelvi"                   | Koodal Nagar                 | Sabesh-Murali         | Tamil          |       |
| 2007 | "Achuta Azaghai"                  | Manassae Mounama             | Naga                  | Tamil          |       |
| 2007 | "Mooga Manasu "                   | Navavasantham                | S. A. Rajkumar        | Telugu         |       |
| 2007 | "Palavellila Nuvvu "              | Sri Rama Chanrulu            | Ghantadi Krishna      | Telugu         |       |
| 2007 | "Mallelo Illelo"                  | Anumanaspadam                | Ilaiyaraja            | Telugu         |       |
| 2007 | "Enna Thavam Purindhaen"          | Nenjaithodu                  | Srikanth Deva         | Tamil          |       |
| 2007 | "Neloori-Kurukku"                 | A.R. Rahman Concert          | A. R. Rahman          | Telugu-Tamil   |       |
| 2008 | "Aa Vaipunna Ee Vaipunna"         | Maska                        | Chakri                | Telugu         |       |
| 2008 | "Nee Hinde Bandaga"               | Shivamani                    | Veer Samarth          | Kannada        |       |
| 2008 | "Solla Solla"                     | Thiruvannamalai              | Srikanth Deva         | Tamil          |       |
| 2008 | "Ay Herathe"                      | A.R. Rahman Delhi Concert    | A. R. Rahman          | Hindi          |       |
| 2008 | "Ghanan Ghanan"                   | A.R. Rahman Delhi Concert    | A. R. Rahman          | Hindi          |       |
| 2008 | "Vaari Vaari"                     | A.R. Rahman Dubai Concert    | A. R. Rahman          | Hindi          |       |
| 2008 | "Kaadhal Rojave-Roja Janeman"     | A.R. Rahman Dubai Concert    | A. R. Rahman          | Tamil-Hindi    |       |
| 2009 | "Guru Brahmma"                    | Sooriyan Satta kalluri       | Deva                  | Tamil          |       |
| 2009 | "Yaamini Yaamini"                 | Aarumugam                    | Deva                  | Tamil          |       |
| 2009 | "Pyar Ki Parsayee"                | Ruslaan                      | Raeess Jamal Khan     | Hindi          |       |
| 2009 | "Vaaji Vaaji"                     | A.R. Rahman Pune Concert     | A. R. Rahman          | Tamil          |       |
| 2010 | "Arima Arima"                     | Enthiran                     | A. R. Rahman          | Tamil          |       |
| 2010 | "Arima Arima"                     | Robot                        | A. R. Rahman          | Hindi          |       |
| 2010 | "Arima Arima"                     | Robot                        | A. R. Rahman          | Telugu         |       |
| 2010 | "Naane Ennul Illai"               | Naane Ennul Illai            | Amresh Ganash         | Tamil          |       |
| 2010 | "Naane Ennul Illai(Classic)"      | Naane Ennul Illai            | Amresh Ganash         | Tamil          |       |
| 2010 | "Kanuppa Pallo-Evare Manna Prema" | Sambho Siva Sambho           | Sundar C Babu         | Telugu         |       |
| 2010 | "Kandenae Kaadhal"                | Maasi                        | Dhina                 | Tamil          |       |
| 2010 | "Hanuman Chalisa(Duet)"           | The Power Of Hanuman Chalisa | Ashit Desai           | Hindi          |       |
| 2011 | "Solla Vanden (Duet)"             | Suzhal                       | L.V. Ganeshan         | Tamil          |       |
| 2011 | "Naaku Oka Loverundi"             | Naaku O Loverundi            | K. M. Radha Krishnan  | Telugu         |       |
| 2011 | "Om Bhoor(Duet)"                  | The Power Of Gayatri         | Ashit Desai           | Hindi          |       |
| 2011 | "Sri Krishna(Duet)"               | The Magic Of Krishna         | Ashit Desai           | Hindi          |       |
| 2012 | "Kaatrilellam Inbam"              | Udumban                      | Balan                 | Sadhana Sargam | Tamil |
| 2012 | "Chanda Re"                       | Sa re ga ma pa 2012          | A. R. Rahman          | Sadhana Sargam | Hindi |
| 2012 | "Kuch Mere Dil Ne Kaha (Bit)"     | Sa re ga ma pa 2012          | Viju Shah             | Sadhana Sargam | Hindi |
| 2012 | "Na Gul Khile Hain (Bit)"         | Sa re ga ma pa 2012          |                       | Sadhana Sargam | Hindi |
| 2013 | "Nee Partha Parvaikoru"           | Ilaiyaraja Toronto Concert   | Ilaiyaraja            | Tamil          |       |
| 2013 | "Majhya Savve"                    | Koknasth                     | Akshay Hariharan      | Marathi        |       |
| 2014 | "Kaatril Varum Geethame"          | Ilaiyaraja Madurai Concert   | Ilaiyaraja            | Tamil          |       |
| 2014 | "Kutramulla"                      | Kalavadiya Pozhudhugal       | Bharathwaj            | Tamil          |       |